# Robin Hood (1973)
Robin Hood [ˌrɒbɪn ˈhʊd] ist der 21. abendfüllende Zeichentrickfilm der Walt-Disney-Studios und erschien im Jahr 1973. Er bezieht sich auf den legendären englischen Volkshelden Robin Hood und verwendet dabei anthropomorphe Tiere. Der Film wurde 1974 für den Song „Love“ für einen Oscar in der Kategorie Bester Filmsong nominiert und erhielt 1976 die Goldene Leinwand.

## Handlung
Als Diebe von Gold und Juwelen legen sich Robin Hood und sein Freund Little John immer wieder mit der königlichen Garde an. Obwohl sie jedes Mal nur knapp entkommen, haben sie es auch auf die vorbeiziehende Staatskasse abgesehen, die zusammen mit Prinz John durch das Land zieht, der nur an der Macht ist, weil sich der eigentliche Herrscher König Richard auf Kreuzzug befindet. Die beiden Gauner verkleiden sich als Wahrsagerinnen und wollen dem Prinzen einiges aus dessen Zukunft erzählen. Trotz der Bedenken seines Beraters Sir Hiss lässt sich der Prinz seine Zukunft in schönsten Farben ausmalen und währenddessen bis aufs Hemd berauben.
Wie üblich verteilen Robin und Little John das Gold an die Armen, doch der erbarmungslose Sheriff von Nottingham raubt den Leuten als Steuereintreiber gnadenlos auch den letzten Penny. Selbst der kleine Skippy wird um sein Geburtstagsgeschenk gebracht, einen von der Familie mühsam zusammengesparten Penny. Robin Hood schenkt dem Kleinen zum Trost Pfeil und Bogen und Skippy geht ihn mit seinen Freunden überglücklich ausprobieren. Voller Elan schießt er den Pfeil bis in den königlichen Garten, wo Maid Marian und ihre Zofe Lady Kluck Federball spielen. Entschlossen, sein einziges Geschenk dieses Mal zu verteidigen, schleicht Skippy in den Garten und freundet sich mit Marian an.
Derweil hat Prinz John einen Plan gefasst, um Robin Hood ein für alle Mal das Handwerk zu legen. Er veranstaltet ein Bogenturnier und provoziert damit den Ehrgeiz Robins. Dem Sieger winkt zudem ein Kuss von Marian, für die Robin schon immer eine Zuneigung hatte, und Robin kann das Turnier nun unmöglich verpassen. Als Storch verkleidet tritt er im Finale gegen den Sheriff an und wird schließlich nach seinem Sieg vom Prinzen enttarnt. Prinz John ordnet seine sofortige Hinrichtung an, doch mit Hilfe seiner Freunde kann Robin entkommen (wobei er Marian einen Antrag macht) und feiert mit ihnen den Sieg in seinem Versteck im Sherwood Forest.
Der Sheriff treibt am nächsten Tag mit gewohntem Erfolg die Steuern ein und bringt die Tageseinnahmen dem Berater und zugleich königlichen Schatzmeister Sir Hiss. Sie stimmen ein Lied an, das seit dem Turnier vom Vortag überall auf den Straßen gesungen wird, und in dem es darum geht, dass Prinz John ein Taugenichts ist und König Richard ihn bald vertreiben wird. Plötzlich steht der Prinz in der Tür. Außer sich vor Zorn beschließt er, das Volk für ein solches Verhalten zu bestrafen, und verdoppelt und verdreifacht die Steuern.
Die Bevölkerung kann sich unter diesem finanziellen Druck nun kaum mehr ernähren; diejenigen, die ihre Steuern nicht zahlen können, kommen ins Gefängnis. Bruder Tuck bleibt in seiner leeren Kirche nur noch das Glockenläuten, um die Menschen aufzumuntern. Die Armenkasse der Kirche ist leer und die Kirchenmäuse geben ihr letztes Erspartes, als der Sheriff auftaucht und auch diese letzte Reserve einzieht. Bruder Tuck vertreibt den Sheriff mit Schlägen aus seiner Kirche und wird dafür wegen Hochverrats an der Krone inhaftiert. Prinz John grübelt zu diesem Zeitpunkt wieder einmal darüber nach, wie man Robin Hood zu Leibe rücken kann, als ihm die Idee kommt. Er beraumt eine Hinrichtung für den gerade festgenommenen Bruder Tuck an, um Robin Hood zu einer heldenhaften Rettungstat zu verleiten und ihn dann zu fassen. Robin sieht ein, dass ihm nicht viel Zeit bleibt, und er beschließt, in der folgenden Nacht Bruder Tuck und die anderen Gefangenen aus dem Gefängnis zu befreien.
Er umgeht mit viel Raffinesse und Verkleidungstricks die massiven Sicherheitsmaßnahmen und klettert zum königlichen Schlafgemach, welches gleichzeitig die Schatzkammer ist, empor, nachdem er Little John in den Zellentrakt eingeschleust hat, damit dieser in Ruhe die Dorfbewohner von ihren Ketten befreien kann. Er richtet zwischen dem Schlafzimmer des Prinzen und dem Gefängnisfenster zusammen mit Little John eine Seilbahn ein und befördert so Geldsack für Geldsack vom Schlafzimmer in das Gefängnis. Alles geht gut, bis Sir Hiss beim letzten Geldsack aufwacht und Alarm schlägt. Eilig hasten Robin und seine Freunde in Richtung Ausgang und wähnen sich schon in Sicherheit, als das jüngste Mitglied der Hasenfamilie vermisst wird. Robin rettet es in letzter Sekunde, ist nun aber selbst in der Burg gefangen. Er rettet sich auf den höchsten Turm, der, vom Sheriff entzündet, lichterloh brennt. Robin springt in höchster Not in den Burggraben, wird von den Soldaten der königlichen Garde mit Pfeilen beschossen und scheint getötet. Er hat sich jedoch retten können und taucht aus dem Burggraben auf.
Zu aller Überraschung kommt nun endlich König Richard wieder und bereitet dem bunten Treiben ein Ende. Er kommandiert Prinz John, seinen Berater Hiss und den Sheriff zu Strafarbeit im Steinbruch ab, und Robin und Marian können nun endlich heiraten.

## Produktion
Im direkten Vergleich mit Das Dschungelbuch fällt auf, dass bei Robin Hood offensichtlich Szenen aus dem früheren Film wiederverwendet wurden: Die „Tanzszene“ mit Little John (einem Bären) und Lady Kluck (einem dicken Huhn) ist bis ins Detail identisch mit einer Szene in Das Dschungelbuch, in der der Bär Balu mit dem Affen King Louie tanzt. Auch finden sich Parallelen zu Schneewittchen und Aristocats. Beispielsweise sind die Tanzbewegungen von Robin und Marian denen von O’Malley und Duchess bzw. Schneewittchen nachempfunden und der schlagzeugspielende Hase ähnelt optisch stark dem musizierenden Siamkater aus Aristocats. Zudem erinnert Sir Hiss stark an die Schlange Kaa. Auch der Sprecher (englische und deutsche Version) der Bärenfigur ist gleich (Phil Harris bzw. Edgar Ott).
Der Film kostete etwa 15 Millionen US-Dollar und spielte in den Vereinigten Staaten an den Kinokassen 32 Millionen ein.

## Synchronisation
Die deutsche Synchronbearbeitung entstand 1974 in den Ateliers der Simoton Film GmbH Berlin. Für Dialogbuch, Liedertexte (gesungen von Reinhard Mey und Edgar Ott) und Synchronregie war Heinrich Riethmüller verantwortlich. Die Rolle des Prinz John übernahm Sprecher Peter Ustinov auch in der deutschen Fassung.

| Rolle                  | Tier            | Synchronsprecher im englischen Original | Synchronsprecher der deutschen Fassung |
| ---------------------- | --------------- | --------------------------------------- | -------------------------------------- |
| Robin Hood             | Fuchs           | Brian Bedford                           | Claus Jurichs                          |
| Maid Marian            | Füchsin         | Monica Evans                            | Susanne Tremper                        |
| Little John            | Bär             | Phil Harris                             | Edgar Ott                              |
| Prinz John             | Löwe            | Peter Ustinov                           | Peter Ustinov                          |
| Sir Hiss               | Schlange        | Terry-Thomas                            | Klaus Miedel                           |
| Sheriff von Nottingham | Wolf            | Pat Buttram                             | Martin Hirthe                          |
| Bruder Tuck            | Dachs           | Andy Devine                             | Hans Schwarz, Jr                       |
| Lady Kluck             | Henne           | Carole Shelley                          | Inge Wolffberg                         |
| Alan A’Dale            | Hahn            | Roger Miller                            | Reinhard Mey                           |
| Trigger                | Geier           | George Lindsey                          | Jo Herbst                              |
| Nutsy                  | Geier           | Ken Curtis                              | Erich Fiedler                          |
| Mutter Hase            | Kaninchen       | Barbara Luddy                           | Ursula Krieg                           |
| Mr. Sexton             | Maus            | John Fiedler                            | Knut Hartwig                           |
| Mrs. Sexton            | Maus            | Barbara Luddy                           | Eva Lissa                              |
| Otto                   | Hund            | J. Pat O’Malley                         | Richard Handwerk                       |
| König Richard          | Löwe            | Peter Ustinov                           | Arnold Marquis                         |
| Captain                | Krokodil        | Candy Candido                           | Arnold Marquis                         |
| Skippy                 | Kaninchen       | Billy Whitaker                          | Oliver Rohrbeck                        |
| Sis                    | Kaninchen       | Dana Laurita                            | Madeleine Stolze                       |
| Tagalong               | Kaninchen       | Dora Whitaker                           | Irina Mink                             |
| Toby Turtle            | Landschildkröte | Richie Sanders                          | Corinna Fehrs                          |
| Erzähler               |                 | Roger Miller                            | Joachim Cadenbach                      |

## Kritiken
Der Film erhielt überwiegend positive Kritiken. So wertete etwa Filmkritiker Steven D. Greydanus vom Decent Film Guide den Film als ausgezeichneten Beitrag zum Disney-Kanon. Er sei besser als Die Hexe und der Zauberer oder Cap und Capper, aber schlechter als Das Dschungelbuch oder Die vielen Abenteuer von Winnie Puuh.
David Keyes beschrieb den Film auf Cinemaphile.org als einprägsamer als seine Vorgänger Das Dschungelbuch und Aristocats. Der Film habe Humor, was bei vorangegangenen Filmen oft zu kurz gekommen sei, und verfolge eine solide konstruierte Handlung. Das deutsche Filmmagazin Blickpunkt: Film resümierte Robin Hood als „amüsanten Disney-Zeichentrickklassiker“ und das Dirk-Jasper-Filmlexikon bestätigte dem Film „viel Witz, Spannung und Charme“. Das Lexikon des internationalen Films sprach von perfekter Tricktechnik und „originellen Einfällen, die sich mit süßlicher Sentimentalität die Waage halten“. Bemerkenswert sei „der geglückte Versuch, das Elend der unterdrückten Untertanen im Trickfilm nicht auszusparen“. Adolf Heinzlmeier und Berndt Schulz bezeichnen den Film in ihrem Lexikon Filme im Fernsehen (1990) als „Riesenspaß für jung und alt, mit Witz und Tempo und erträglichen Gewaltakten der gezeichneten Antipoden“ und bewerten ihn mit 2½ von 4 möglichen Sternen als „überdurchschnittlich“.
Auf der anderen Seite gab es auch Misstöne, z. B. von Kritiker Bob Bloom in der Zeitung Journal and Courier. Er schreibt, der Film sei kein Disneyfilm der besseren Sorte und schade dem guten Ruf früherer Disneywerke. Jeffrey Westhoff vom Northwest Herald beschrieb den Film gar als Tiefpunkt in der Geschichte der Disneyanimation, er sei einfach eine Schande.

## Veröffentlichungen
KinoNach der Erstaufführung 1973 kam der Film 1983 erneut in die amerikanischen Kinos. In Deutschland startete der Film am 13. Dezember 1974.
VHSAuf Videokassette erschien der Film in Amerika erstmals 1984, Neuauflagen erschienen 1991, 1995 und 1999.
DVD/Blu-rayIn Amerika erschien der Film im Jahr 2000 in der „Gold Classic Collection“, die deutsche DVD folgte 2002.
Am 28. November 2006 ist er in einer überarbeiteten Version in Amerika als „Most Wanted Edition“ erschienen, in dieser wohl vorerst letzten Version mit einer nicht verwendeten Szene, einem alternativen Ende und den Extras, die schon mit der „Gold Classic Collection“ erhältlich waren. Die deutsche Sammler-Edition folgte 2007. Am 5. September 2013 erfolgte in Deutschland die Auswertung auf Blu-ray. Diese beinhaltet ebenfalls das alternative Ende.